# Josef Danegger (Schauspieler, 1865)
Josef Danegger, eigentlich Josef Deutsch (* 15. November 1865 in Mischkolz, Königreich Ungarn; † 1. Jänner 1933 in Wien) war ein österreichischer Charakterdarsteller, Regisseur und Schauspielpädagoge.

## Leben
Danegger wurde nach der Matura an der Budapester Oper zum Sänger ausgebildet. Er ging nach Wien, wo er bei Bernhard Baumeister,  Fritz Krastl und Louis Arnsburg Schauspiel studierte. Seine Bühnenlaufbahn begann er gemeinsam mit Julius Strobl in New York im Ensemble des Deutschen Theaters, den New Yorkern unter der Bezeichnung Irving Place Theatre bekannt. Es folgte 1894 Preßburg. 1895 kam er nach Teplitz, wo er zwei Jahre als Regisseur tätig war. 1897 wurde er ans Stadttheater Köln engagiert. 1903 ging er nach Berlin. 1906 kam er als Regisseur ans Stadttheater Zürich und wurde 1908 Oberregisseur und Vortragsmeister. Dort inszenierte er beispielsweise mit Elisabeth Bergner und Alexander Moissi Shakespeares Hamlet und Beaumarchais’ Figaros Hochzeit oder auch Antigone von Sophokles mit William Dieterle an Bergners Seite. Mit dem Intendanten Alfred Reucker verstand er sich gut, erlebte aber in den Jahren 1916 bis 1918 einen Konkurrenzkampf, der ihm gesundheitlich zusetzte und wiederholt zu einer Kur in Orselina zwang, was Reucker missfiel und Danegger wiederum fast zur Abwanderung nach Budapest bewog. Erst nach etwas mehr als einem weiteren Jahr verließ er Zürich nach einem Aufenthalt in Berlin mit dem Ziel Burgtheater Wien. In der an Spielstätten reichen Stadt wirkte er auch zeitweise am Deutschen Volkstheater, am Theater an der Wien, im Konzerthaussaal und insbesondere im Josefstädter Theater, wo er als Schauspieler und Regisseur mit Max Reinhardt zusammenarbeitete.
Als er aus dem Theater in der Josefstadt ausschied, übernahm er eine Unterrichtstätigkeit am Neuen Wiener Konservatorium. Anfänglich war er Teil einer Doppelführung des Konservatoriums, später ihr alleiniger Leiter. Zu seinen Schülern (auch außerhalb des Konservatoriums) gehörten der bedeutende Schweizer Filmschauspieler Heinrich Gretler, die mit Heimat- und Operettenfilmen bekanntgewordene Münchenerin Maria Andergast, Leopold Lindtberg, einer der bedeutendsten Schweizer Theater- und Filmregisseure, sowie der auf Wiener Bühnen beheimatete Egon von Jordan, der auch eine Rolle im Sissi-Film bekleidete.
Geldsorgen, Seelendruck und Körperschmerz begünstigten sein Dahinscheiden am Neujahrstag des Jahres 1933 in seiner Wiener Wohnung.
Josef Danegger war der Vater einer Schauspielerfamilie. Seine Frau war die österreichische Schauspielerin Bertha Müller. Sein älterer Sohn Josef Danegger war Schauspieler. Sein jüngerer Sohn Theodor Danegger war Opernsänger und Schauspieler. Seine einzige Tochter Mathilde Danegger war ebenfalls Schauspielerin. Aus ihrer ersten Ehe mit dem Schweizer Regisseur Walter Lesch entstammt die gemeinsame Tochter, die Schauspielerin Karin Lesch.

## Zitate zu seiner Person
„D[anegger] ist ein korrekter Schauspieler, dessen Leistungen vielfachen Anlaß zur Anerkennung und Würdigung geben. Sowohl in der Klassik wie im modernen Stück findet er erfolgreiche Verwendung.“

„Er war ein vortrefflicher Vertreter des Faches der Heldenväter und sogenannten bürgerlichen Väter.“

„Danegger hatte echtes Theaterblut und hätte es wohl zu einer weit hervorragenderen Stellung gebracht, wenn nicht ein gewisser Hang zur Bohème seinen Ehrgeiz geschwächt hätte. Aber gerade diese weiche und lässige Art seines Geistes erwarb ihm in Verbindung mit seiner Kollegialität viele Freunde.“

„Diesen zum alten Eisen geworfenen Schauspieler habe ich an der Arbeit gesehen. Ich war dabei, wenn er mit seinen ihn vergötternden Schülern halbe Nächte durchprobierte und er bedurfte meines Rates kaum, als es galt, ein Konzertpodium in eine für siebzehn Verwandlungen eingerichtete Bühne umzubauen.“